# Jann Sjursen
Jann Jacob Sjursen, född 20 oktober 1963 i Frederiksberg, är en dansk politiker, lärare och generalsekreterare för den romersk-katolska biståndsorganisationen Caritas Danmark. Han var energiminister i regeringen Poul Nyrup Rasmussen I 25 januari 1993 - 27 september 1994 och fram till 6 juli 2007 representerade han Kristendemokraterne. Han är kommendör av Dannebrogsorden.

## Tidiga år
Jann Sjursen är son till verksamhetsledaren Leif Sjursen och kyrkvaktmästaren Kirsten Sjursen. Föräldrarna var en del av den lågkyrkliga inriktning inom Folkekirken som kallas Indre Mission, vilket kom att prägla den unge Jann Sjursen. Familjen flyttade till Næstved på västra Sjælland när Jann Sjursen var barn och han fick börja skolan där. Han gick på Rosenlundskolen Skovlunde 1970-73, sedan på Lindebjergskolen 1973-78. Därefter genomgick han en idrottsutbildning vid Hellebjerg Idrætsungdomsskole 1978-80 innan han började studera vid Næstved Gymnasium, från vilken han tog studentexamen 1983. Därefter genomgick han en kortare utbildning vid Børkop Højskole innan han började studera till lärare vid Haslev Seminarium 1984. Han tog sin lärarexamen 1988 och tog anställning som lärare på Vor Frue Skole i Næstved, varvid han arbetade fram till 1993 och i perioden 1995-97. Han är medlem av Dansk-Israelsk Selskab.
Jann Sjursen gifte sig 1989 med Karen Hagelskjær. Med henne har han fått tre barn: Maria (1991), Amanda (1994) och Johan (1995). I samband med att dottern Amanda föddes, blev Sjursen den första manliga ministern i Danmark som tog ut föräldraledighet.

## Politisk karriär
Under tiden som Jann Sjursen studerade till lärare engagerade han sig i Kristeligt Folkepartis ungdomsförbund, Kristeligt Folkepartis Ungdom, och avancerade till att bli generalsekreterare för de kristdemokratiska ungdomsförbundens paraplyorganisation i Norden 1986. Denna post behöll han fram till 1989. På hemmaplan var han Landsformand för Kristeligt Folkepartis Ungdom fram till 1989.
Från och med 1989 avancerade Sjursen in till moderpartiet och blev vald, blott 26 år gammal, till dess partiledare 1990. Här skulle han komma att koncentrera partiets politik mot familjepolitik, etik & moral, sysselsättnings- och miljöfrågor. Efter att den borgerliga regeringen under Poul Schlüter hade fått avgå på grund av Tamilsagen, orienterade Sjursen partiet mot Socialdemokraterne för att kunna bilda en ny regering. Han utsågs därmed 1993 till energiminister i Poul Nyrup Rasmussens första regering, som var en koalitionsregering mellan fyra olika partier. Som minister skulle Sjursen bland annat genomföra det s.k. biomassaavtalet, som gick ut på att man skulle använda halm och träflis i elförsörjningen. Ministertiden skulle dock bli kortvarig, eftersom Kristeligt Folkeparti vid valet 1994 förlorade alla sina mandat (4 st) i Folketinget. Partiet hade fått 1,9 % av rösterna, vilket låg under röstspärren på 2 % för att man skulle kunna få mandat.
Valet 1998 skulle dock ge partiet större framgångar och med 2,5 % av rösterna vann man tillbaka de fyra mandaten. Eftersom Sjursen låtit partiet närma sig de borgerliga partierna efter valförlusten 1994, fanns det ingen ministerpost att återvända till. Sjursen blev nu Kristeligt Folkepartis gruppordförande och rättsordförande i Folketinget. Som en del av oppositionen röstade Sjursen bland annat nej till regeringens förslag till "introduktionsersättning" till invandrare, som innebar en låg ersättning som inte skulle kunna täcka alla kostnader. Sjursen motiverade sin ståndpunkt med att integrationen hämmades om invandrarfamiljer inte hade tillräckliga medel för att kunna leva ett normalt liv. 
Året efter valet i november 2001 lämnade Jann Sjursen posten som Kristeligt Folkepartis ledare, men fortsatte som dess gruppordförande i Folketinget. Han ersattes av Marianne Karlsmose. Han kom dock att lämna även denna post 2003 då han hamnade i konflikt med den nya partiledningen, som ville utarbeta en ny profil för partiet. I samband med valet 2005 fick han även lämna sin plats i Folketinget, då partiet (som nu bytt namn till Kristendemokraterne) än en gång inte lyckades ta sig över 2 %-spärren.

## 2005 och framåt
Den 6 juli 2007 lämnade Jann Sjursen Kristendemokraterne. Det var en protest mot att partiet ändrade riktning i frågan om kampen mot aborter. Partiledaren Bodil Kornbek hade uttalat att Kristendemokraterne lämnade sitt motstånd mot aborter bakom sig. Sjursen ansåg därmed att partiet hade lämnat den människosyn och synen människovärdet som partiet byggde på. Han erbjöds kort därefter att gå med i ett nybildat parti för abortmotståndare, lett av sektledaren Ruth Evensen. Sjursen avvisade inbjudan och benämnde Evensen som "protestmakare".
Den 1 januari 2010 utsågs Jann Sjursen av dåvarande socialminister Karen Elleman (Venstre) till ordförande för Rådet for Socialt Udsatte, en oberoende inrättning som tillsattes 2002 för att föra de socialt utsattas talan. Bland de första målen som Sjursen satte upp var att arbeta för ett införande av en fattigdomsgräns, för att man skall kunna mäta fattigdomens utbredning i Danmark. Ett annat uttalat mål var att arbeta för att taket på socialbidraget skulle avskaffas.